# Seattle Sounders FC
Seattle Sounders je fotbalový klub hrající Západní konferenci americké ligy Major League Soccer, sídlící v Seattlu. Domácí zápasy odehrává na stadionu CenturyLink Field s kapacitou 69 000 diváků.
Klub vyhrál MLS Cup v roce 2016 a 2019. Ženský tým Seattle Sounders Women zvítězil ve vyřazovací fázi Západní konference v roce 2015 a byl založen 13. listopadu 2007. Trenérem je Brian Schmetzer a hlavní oporou týmu Nicolás Lodeiro, hráč uruguayské fotbalové reprezentace.
Seattle Sounders má více vlastníků mezi nimi jsou Adrian Hanauer, Joe Roth, Paul Allen a Drew Carey.

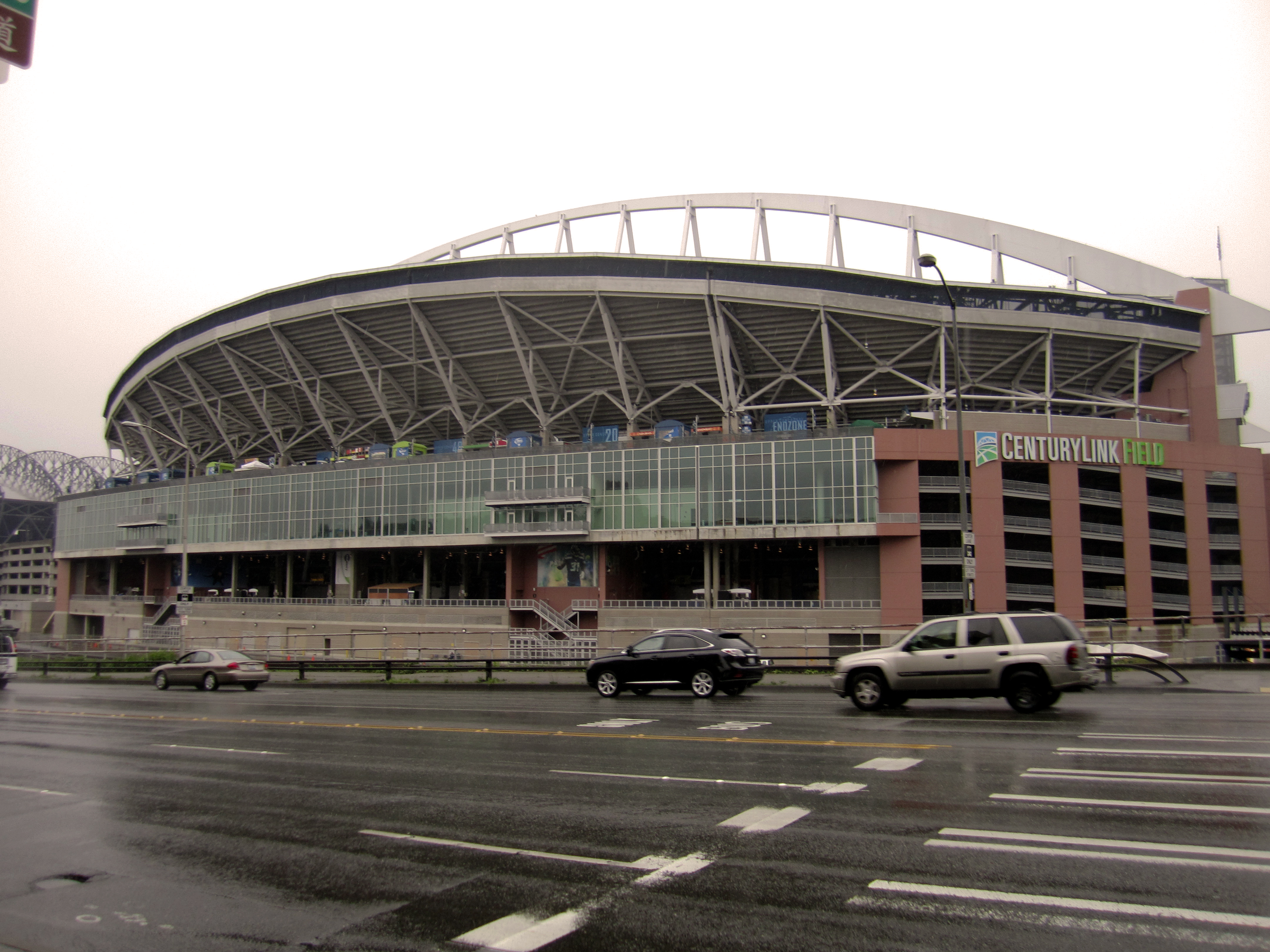
Domácí stadion CenturyLink Field

## Klubové informace
- Celý název: Seattle Sounders FC
- Přezdívka: Sounders
- Založen: 13. listopadu 2007
- Stadion: CenturyLink Field
- Kapacita: 69 000 diváků
- Působiště: Seattle
- Vlastníci: Adrian Hanauer, Joe Roth, Paul Allen a Drew Carey
- Generální ředitel: Garth Lagerwey
- Trenér: Brian Schmetzer
- Liga: Major League Soccer

## Soupiska
- Brankáři: Stefan Frei (Švýcarsko), Bryan Meredith (Spojené státy americké)
- Obránci: Nouhou Tolo (Kamerun), Chad Marshall (Spojené státy americké), Tony Alfaro (Mexiko), Kelvin Leerdam (Nizozemsko), Román Torres (Panama), Oniel Fisher (Jamajka), Waylon Francis (Kostarika)
- Záložníci: Gustav Svensson (Švédsko), Osvaldo Alonso (Kuba), Cristian Roldan (Spojené státy americké), Víctor Rodríguez (Španělsko), Nicolás Lodeiro (Uruguay), Aaron Kovar (Spojené státy americké), Harry Shipp (Spojené státy americké), Jordy Delem (Francie), Henry Wingo (Spojené státy americké), Zach Mathers (Spojené státy americké), Handwalla Bwana (Keňa)
- Útočníci: Clint Dempsey (Spojené státy americké), Seyi Adekoya (Spojené státy americké), Jordan Morris (Spojené státy americké), Will Bruin (Spojené státy americké)

## Trofeje
- MLS Cup – 2016, 2019
- Concaf Champions League- 2022
- MLS Supporters' Shield – 2014
- US Open Cup – 2009, 2010, 2011, 2014
- Západní Konference – 2016, 2017